# Крёз (департамент)
Крёз (фр. Creuse, окс. Cruesa) — департамент в центральной области Франции, один из департаментов региона Новая Аквитания. Порядковый номер — 23. Административный центр — Гере. Население — 127 919 человек (100-е место среди департаментов, данные 2010 года).

## География
Площадь территории — 5565 км². Через департамент протекает река Крёз и ряд её притоков.
Департамент включает 2 округа, 27 кантонов и 260 коммун.

## История
Крёз — один из первых 83 департаментов, образованных во время Великой французской революции в марте 1790 г. Возник на территории бывшей провинции Марш. Название происходит от реки Крёз.